# Evaristo Carriego (periodista)
José Evaristo Carriego (Paraná, Entre Ríos, 16 de diciembre de 1828 - Buenos Aires, 13 de octubre de 1912), conocido como Evaristo Carriego, fue un periodista y legislador argentino.

## Reseña biográfica
Evaristo Carriego, a quien podríamos llamar el Viejo, para diferenciarlo de su padre, su hijo y su nieto, pertenece a una familia de largo arraigo y activa participación en la vida política de la Provincia de Entre Ríos del siglo XIX.

### Familia
Hijo de Evaristo Carriegos, padre de Nicanor Evaristo Carriego y abuelo del poeta Evaristo Francisco Estanislao Carriego, conocido como Evaristo Carriego.
Gran parte de lo que conocemos de su vida procede de su propia y escueta Autobiografía publicada en septiembre de 1903 en la Revista de Derecho, Historia y Letras, Tomo XVI, que dirigía Estanislao Zeballos.
Jorge Luis Borges en su obra sobre el poeta Evaristo Carriego, resaltó sobre el abuelo que "Su valentía es de alma. Cuando la legislación del Paraná resolvió levantarle a Justo José de Urquiza una estatua en vida, el único diputado que protestó fue el doctor Carriego, en oración hermosa aunque inútil..." 

### Estudios
La temprana muerte de su padre fue la causa de que su educación fuera "enteramente descuidada".
En 1846 fue a estudiar a la Buenos Aires, durante el gobierno federal de Juan Manuel de Rosas. Testigo de esa época, describe a la ciudad como esa pequeña urbe "vestida de colorado: colorados los frisos de las casas, coloradas las puertas y las ventanas, colorados hasta los postes que resguardan las veredas".
En 1848 inicia sus estudios de derecho, los que fueron interrumpidos cuando debió abandonar la ciudad, con motivo del Pronunciamiento de Urquiza.
En 1856 obtuvo el título de doctor en jurisprudencia en Córdoba.

### Carrera administrativa, judicial y legislativa
Se desempeñó como Administrador de Correos (1853), Defensor de Pobres y Menores, en Paraná. Enfrentado abiertamente con Justo José de Urquiza, el gobernador José Miguel Galán ordena su detención. Desde entonces su concepción de la política y del gobierno sería profundamente republicana. Luego de tres meses, Urquiza ordena su liberación, disculpándose públicamente por ella.
Fue Juez de Primera Instancia del Departamento Uruguay, Secretario de don Pascual Rosas, Gobernador de Santa Fe. Luego de la Batalla de Pavón, fue llamado por el presidente Santiago Derqui para servir de mensajero o enviado ante Urquiza, portando una carta. "inmediatamente me fui a Paraná", recuerda en su Autobiografía.
Diputado por Paraná (1864) y por Rosario de Tala (1895), su carrera política sufrió los altibajos de sus eternos enfrentamientos con los gobernantes.

### Carrera periodística
Evaristo Carriego, resaltó por sobre todo, como Periodista crítico e independiente.
Desde 1859 fundó y dirigió diversos medios gráficos en Entre Ríos, Santa Fe y Córdoba.
Como El Progreso, y el Comercio de Rosario,
En Paraná editó los tres únicos números de La Patria Argentina (1861), suspendida por la censura.
En 1862 fundó El Litoral, diario político, dirigido a combatir la política de Urquiza, también clausurado.
En 1880 fundó Los Castigos, al que siguieron, en 1881 Las provincias, de apoyo al general Julio Argentino Roca y Los Tiempos en 1885.
En Córdoba redactó El Interior (1888) y fundó La Constitución
Fácil es advertir la relativa fugacidad de estos periódicos, verdaderas hojas de combate, lo que le valió el respeto aun de sus oponentes.
Aníbal S. Vásquez, destacó su inteligencia, talento e ilustración en el ejercicio del periodismo.

## Obras
- Páginas olvidadas, Santa Fe, 1895[7]